# أحمد الشرباتي
أحمد الشرباتي (23 حزيران 1908 دمشق – 27 تشرين الثاني 1975 بيروت) سياسي سوري شغل منصب وزير الدفاع في بين عامي 1946 و 1948 في حكومتي جميل مردم بك الثانية والثالثة، وشغل هذا المنصب عندما حصلت سوريا على استقلالها عن فرنسا وخلال الأيام الأولى للحرب العربية الإسرائيلية عام 1948. كما شغل منصب وزير الاقتصاد والمعارف في حكومة فارس الخوري الثانية ووزير المعارف في حكومتيه الأولى والثالثة وفي حكومة سعد الله الجابري الثالثة من 23 نيسان وحتى 27 كانون الأول 1946.

## النشأة
ولدت شرباتي في دمشق عام 1908 خلال الحكم العثماني. كان والده عثمان الشرباتي تاجرًا من الأعيان وممولًا لحركة المقاومة الوطنية ضد الانتداب الفرنسي الذي بدأ عام 1920. حصل أحمد على شهادة الدراسات العليا من معهد ماساتشوستس للتكنولوجيا بعد أن كان طالبًا في الجامعة الأمريكية في بيروت. 

## الحياة المهنية

### حكم الانتداب الفرنسي
عاد شرباتي إلى دمشق حيث كان يدير مصنعًا للتبغ وممثلاً لشركة جنرال موتورز . شارك عام 1933 في تأسيس المنظمة القومية العربية المناهضة للاستعمار المعروفة باسم عصبة العمل القومي. دعا الجيش الوطني الليبي إلى تحرير الدول العربية من الحكم الفرنسي والبريطاني والاندماج الاقتصادي بعد الاستعمار للعالم العربي. غادر الجيش الوطني الليبي في عام 1936 لينضم إلى الكتلة الوطنية ، أبرز حركات الاستقلال في سوريا الانتدابية. 
أقام شرباتي تحالفًا خاصًا مع قادة الكتلة الوطنية في دمشق مثل شكري القوتلي وجميل مردم بك. رشح شرباتي لمجلس النواب عن دمشق عام 1943 وفاز بمقعد فيه. عيّنه رئيس مجلس الوزراء فارس الخوري وزيراً للمعارف والاقتصاد الوطني في آذار سنة 1945. بعد ذلك بعام ، حصلت سوريا على استقلالها الكامل عن فرنسا وعينه رئيس الوزراء سعد الله الجابري وزيراً للدفاع على الرغم من قلة المعرفة والخبرة في الشؤون العسكرية. كلفه الرئيس القوتلي بتأسيس الجيش السوري ما بعد الاستقلال وعُهد إليه بكسب تأييد الضباط وهو ما لم ينجح به. 